# Marija Reka
Marija Reka is een plaats in Slovenië en maakt deel uit van de gemeente Prebold in de NUTS-3-regio Savinjska.